# Дедалус (награда)
Литературната награда „Дедалус“ (на немски: Dedalus-Preis für Neue Literatur) е учредена през 1996 г. от провинция Баден-Вюртемберг и се присъжда на всеки две години за кратък разказ. Наречена е на романа „Портрет на художника като млад“ от Джеймс Джойс.
С отличието се удостояват немскоезични автори, които подобно на Джойс „създават нови форми в прозата“.
Наградата се раздава до 2004 г. и възлиза на 10 000 €.

## Носители на наградата
- 1996: Ане Дуден
- 1998: Волфганг Шлютер
- 2000: Давид Вагнер
- 2002: Валтер Кемповски
- 2004: Райнхард Иргл